# Jean-Joseph Espercieux
Jean-Joseph Espercieux fue un escultor francés, nacido el 22 de julio de 1757 en Marsella y fallecido el 6 de mayo de 1840 en París.

## Datos biográficos
Hijo de un maestro carpintero marsellés, a los 17 años, Jean-Joseph Espercieux se estableció en París para estudiar la práctica artística, allí fue alumno de Jacques-Louis David para el dibujo y de Charles-Antoine Bridan para la escultura. Se relaciona también con Jean Joseph Foucou, Pierre Julien y Philippe-Laurent Roland. Ardiente republicano, tomó parte en la Revolución francesa y fue nombrado presidente de la Sociedad Popular y Republicana de las Artes (del francés: Société Populaire et Républicaine des Arts). 
Expuso de manera regular en los Salones desde 1793, sobre todo bustos. Fue seleccionado para la realización de diferentes encargos, sobre todo a partir de 1803 cuando obtuvo un taller en el Museo de la monumentos franceses, instalado en el antiguo convento de los pequeños agustinos, que se convirtió, tras el cierre del museo el año 1816, en la actual Escuela de Bellas Artes de París. Es el autor de un busto de Cicerón, una estatua de Mirabeau para el Palacio del Luxemburgo (1804-5; actualmente en paradero desconocido) y en 1810 del bajorrelieve La Victoria de Austerlitz para el Arco de Triunfo de París así como de los bajorrelieves de la fuente de la Paz en la rue Bonaparte de París.
Durante el periodo de la Restauración francesa, obtuvo también encargos públicos, entre ellos la estatua monumental del duque de Sully que fue instalada en el puente de la Concordia en 1828.

## Obras (selección)
Entre las mejores y más conocidas obras de Jean-Joseph Espercieux se incluyen las siguientes:

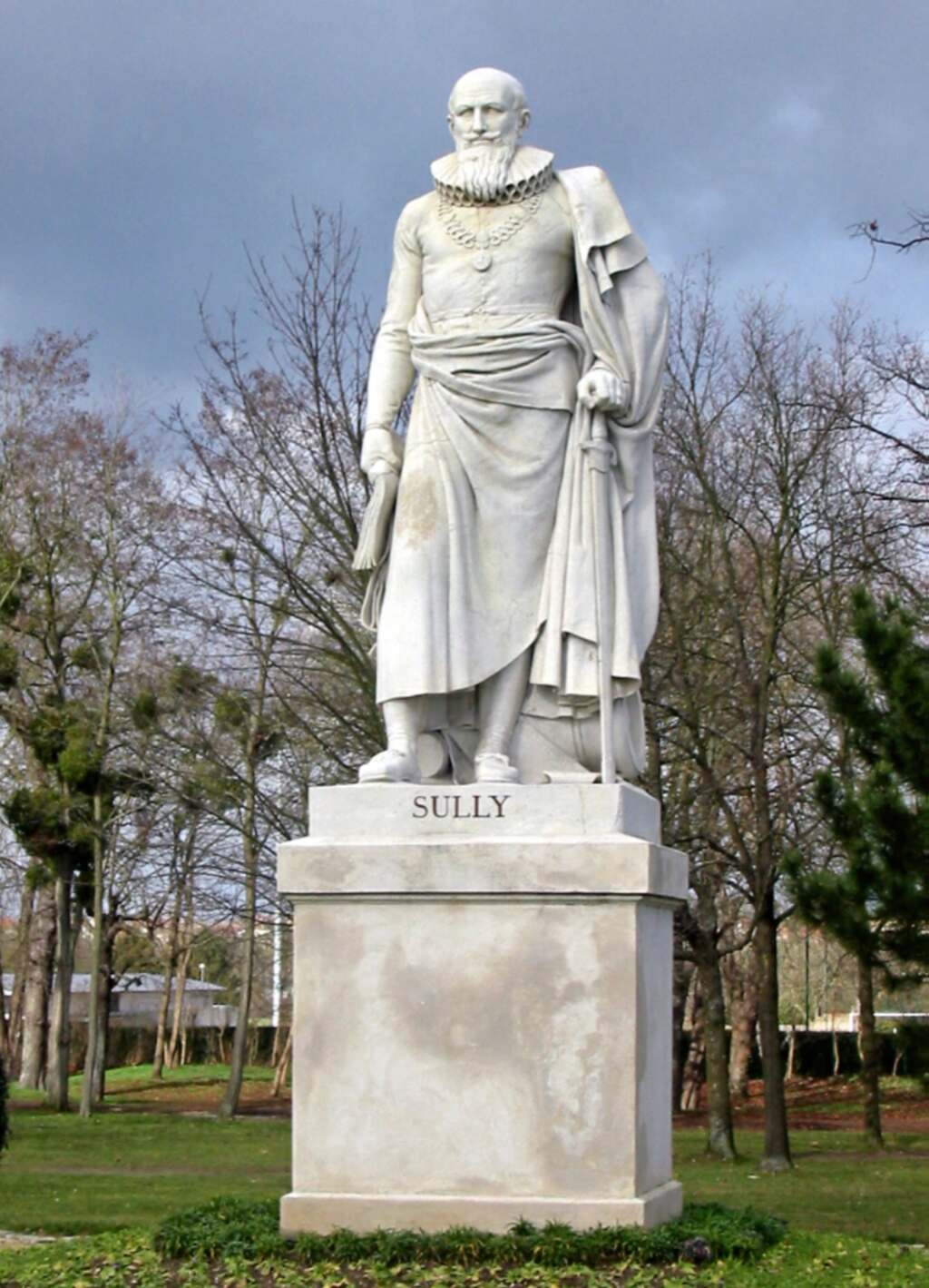
La estatua de Sully

- Busto de Cicerón, 1803, Castillo de Fontainebleau.
- Atributos de las victorias del Oeste  (del francés: Attributs des victoire de l'Ouest), bajorrelieve, interior del Arco de triunfo de la Estrella.
- La victoria de Austerlitz (del francés: La Victoire d'Austerlitz), 1810, bajorrelieve sobre el Arco de triunfo del Carrusel. El grabador Charles Meynier realizó un dibujo de este relieve que se conserva en el departamento de Artes gráficas del Louvre[3]

- La estatua monumental de Maximilien de Béthune, duque de Sully, encargada en 1827 y realizada en mármol, con unas dimensiones impresionantes: 4,3 metros de altura más un zócalo de obra de 2,6 metros, 1,64 de largo en la base y 1,8 de profundidad, con un peso aproximado de 15 toneladas.[4] Esta obra formaba parte de un encargo de Luis XVIII que quiso honrar la memoria de doce grandes hombres del antiguo régimen. La obra fue instalada sobre el Puente de la Concordia frente al Palacio Bourbon en 1828.

En 1837, el rey Luis Felipe de Francia hizo transportar las doce estatuas al Palacio de Versalles, instalándolas sobre la balaustrada del cour d’honneur, entre las alas de los ministros, donde permaneció hasta 1931. Por razones desconocidas, se decidió trasladarla, la villa de Rosny-sur-Seine (Sully fue marqués Rosny), aceptó cubrir los gastos del desplazamiento y la instalación de la estatua la entrada de la comuna. Fue inaugurada el 14 de julio de 1931.
- La Ciencia y las Artes, La Agricultura, El Comercio, La Paz , cuatro bajorrelieves con figuras alegóricas en la fuente de la Paz de la calle Bonaparte de París. Originalmente realizada la fuente para el mercado de Saint-Germain.

48°50′56.96″N 2°19′58.39″E / 48.8491556, 2.3328861

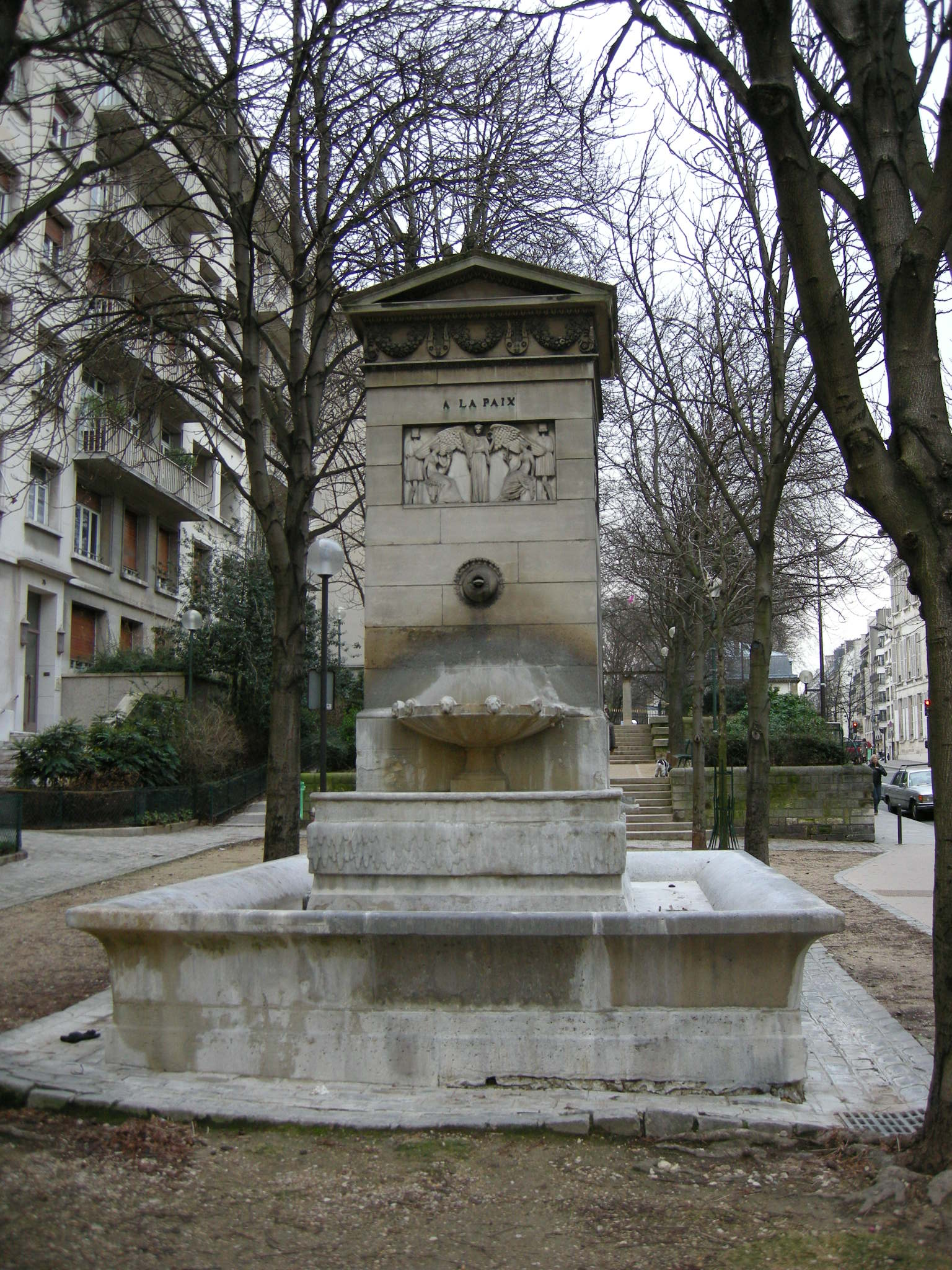
La Paz
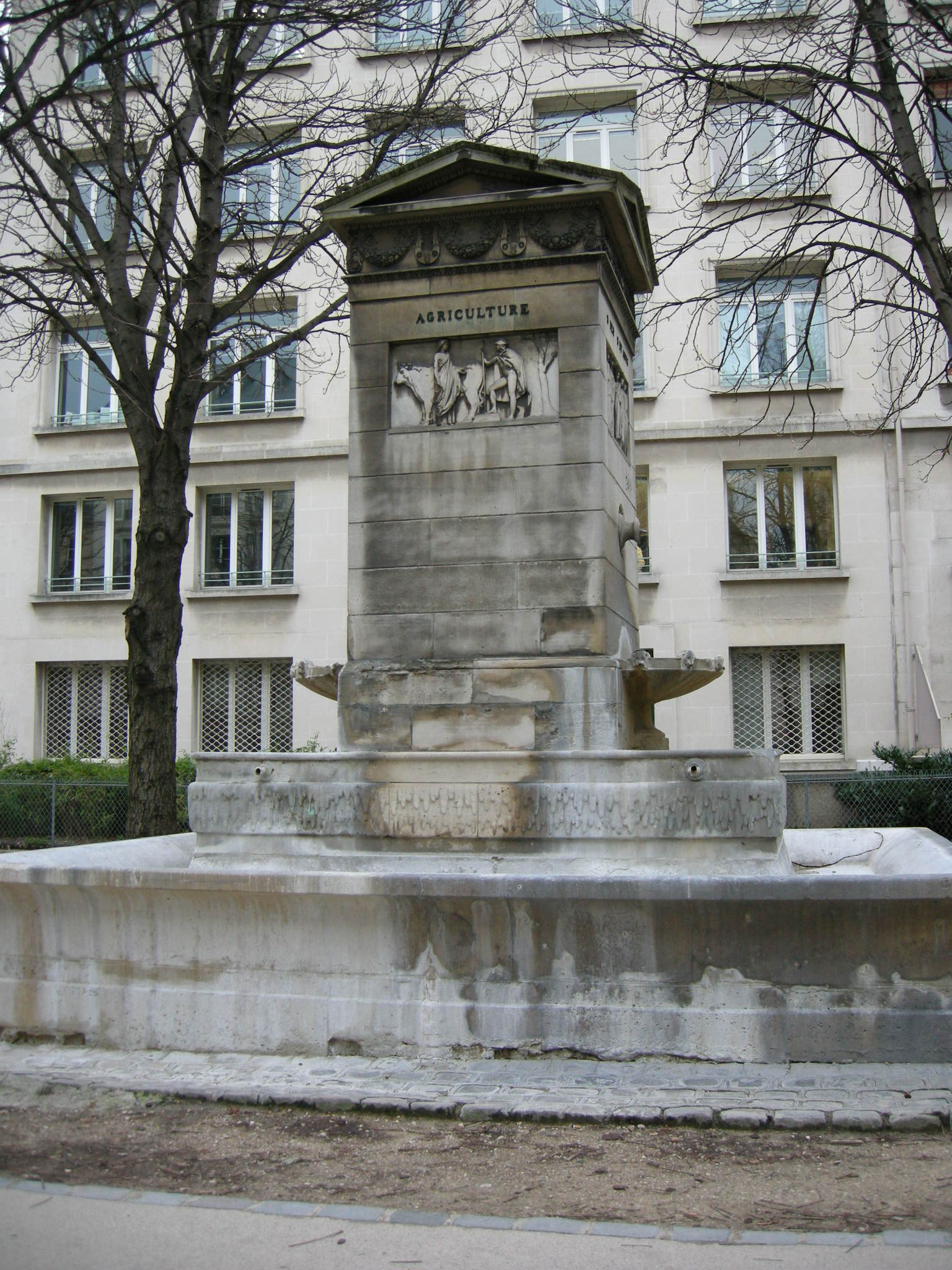
La Agricultura
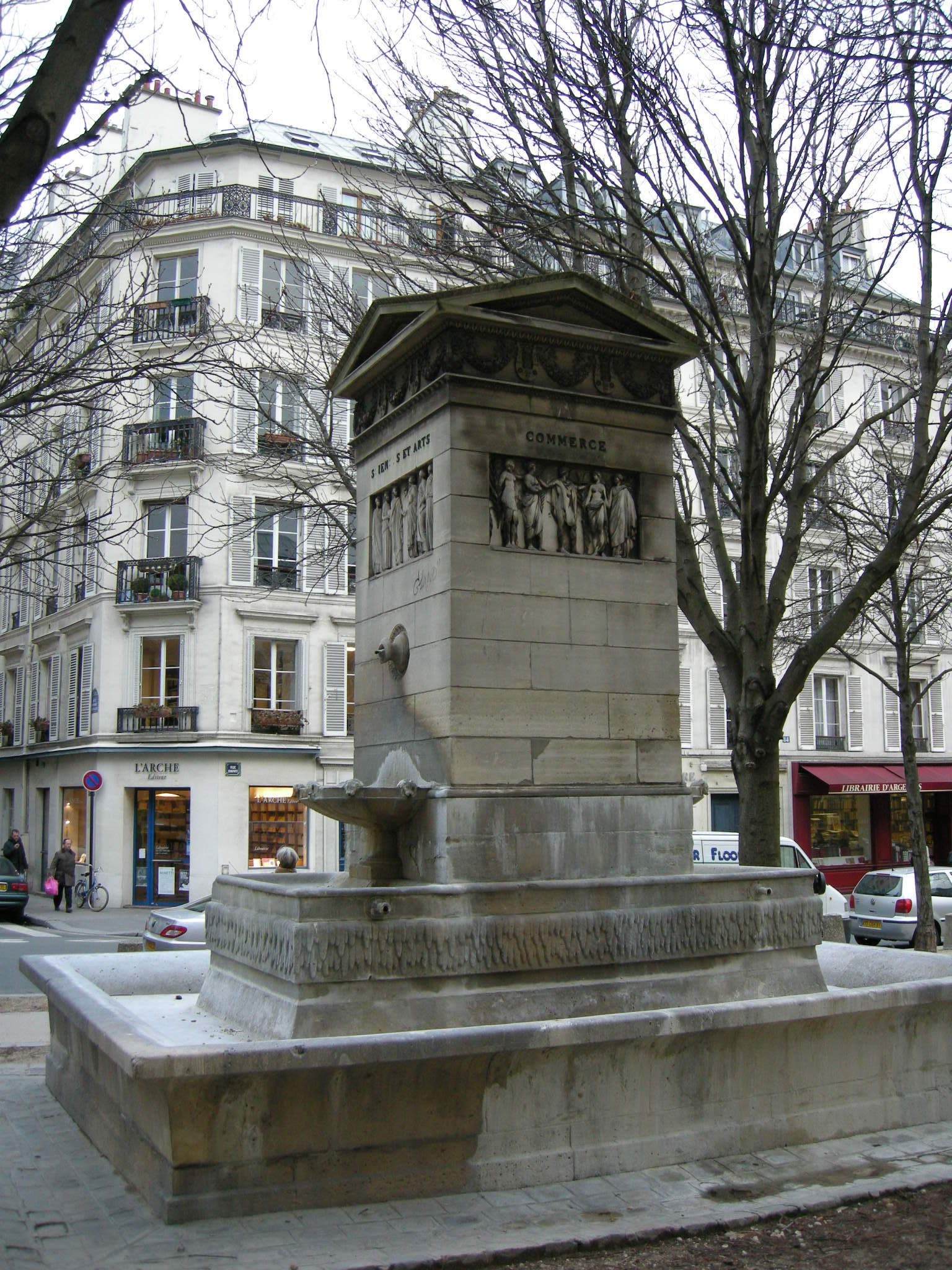
El Comercio
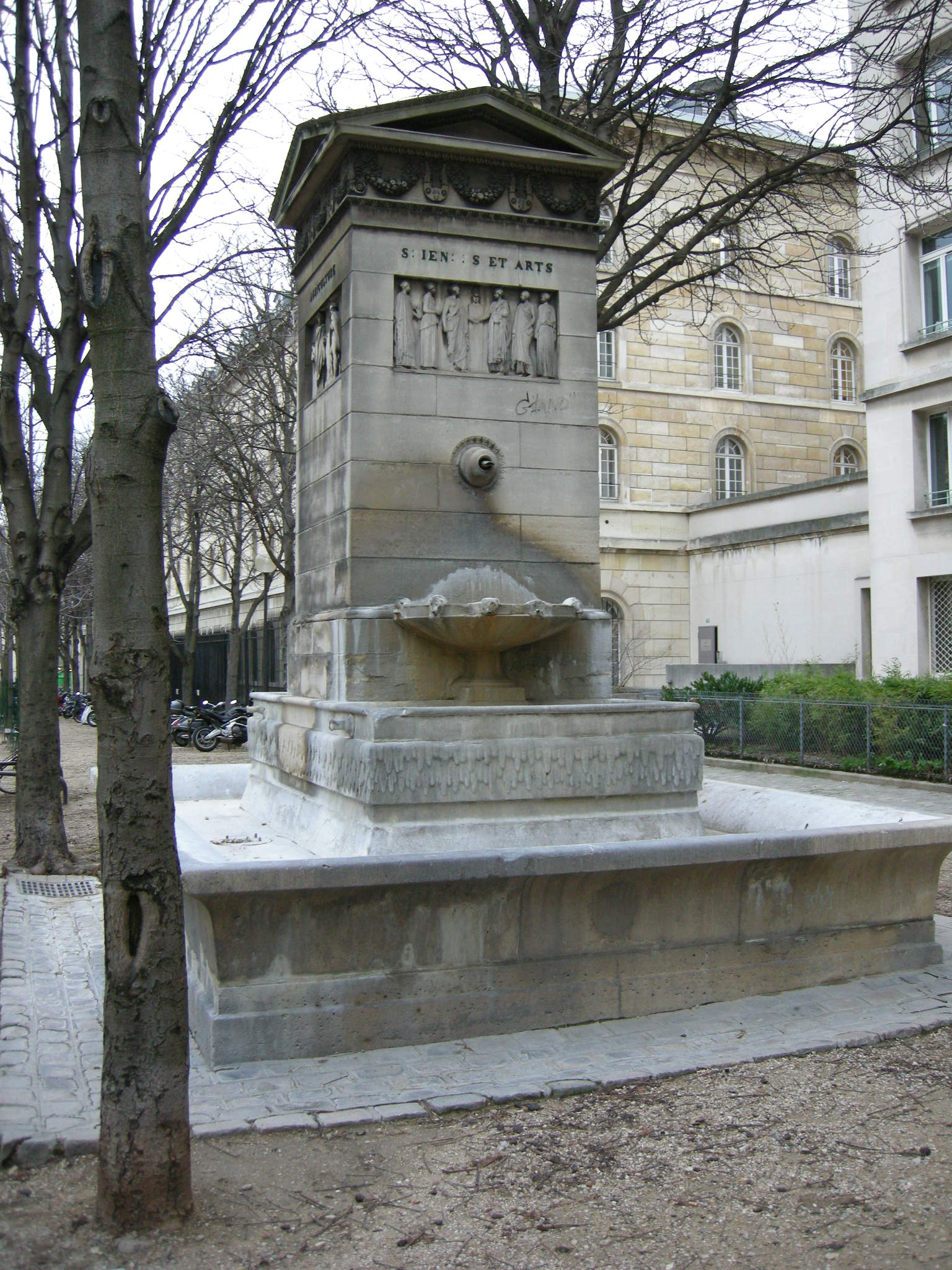
La Ciencia y las Artes

(pulsar sobre la imagen para agrandar) 
- Estatua de Filoctetes herido, mármol, en el jardín del castillo de Compiègne[5]·[6]

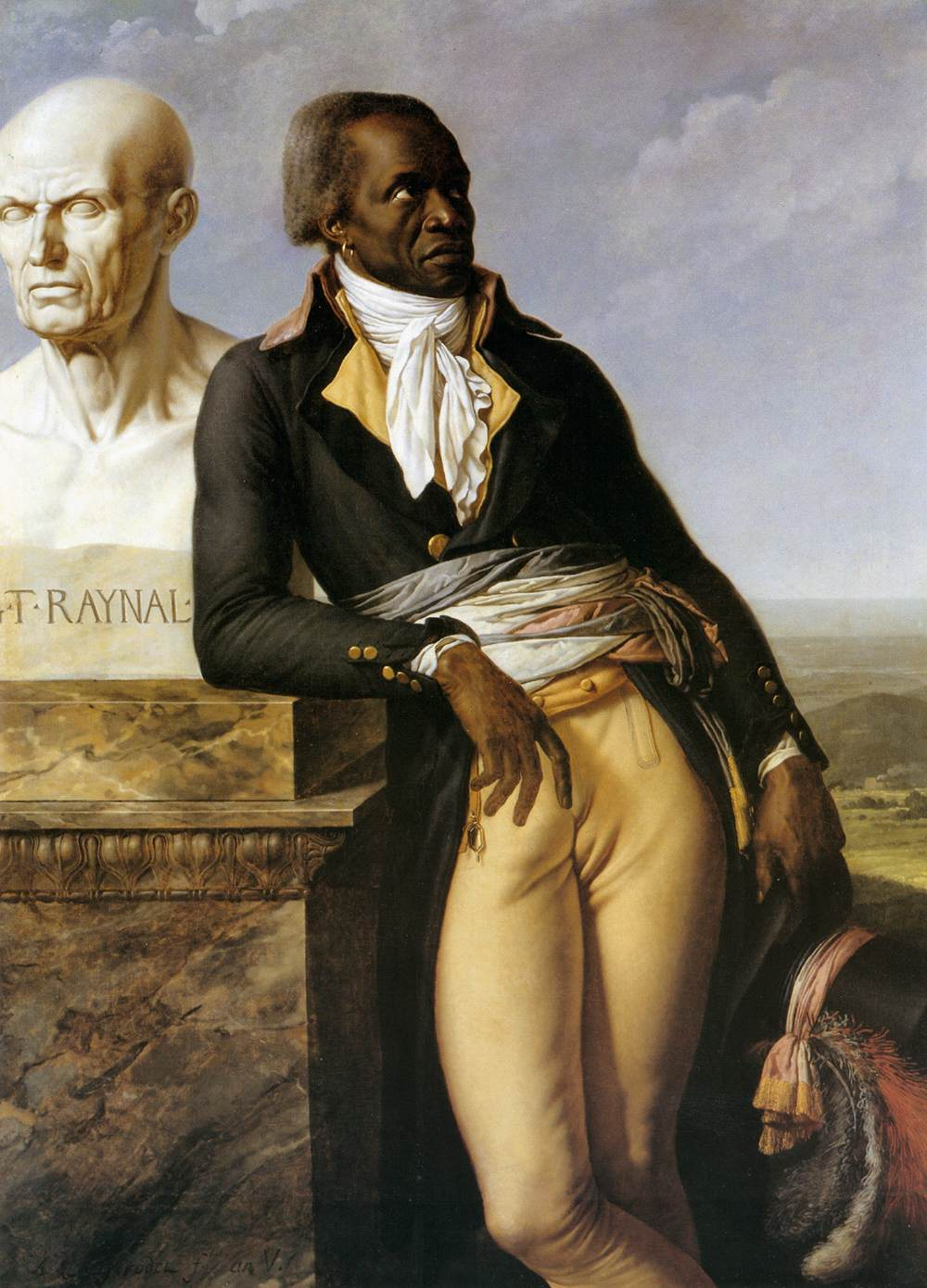
Retrato de Jean-Baptiste Belley y del busto a Raynal, por Girodet.

## Curiosidades
En el retrato de Jean-Baptiste Belley, realizado por Anne-Louis Girodet de Roussy-Trioson, también aparece reproducido el busto del abad Guillaume-Thomas Raynal realizado por Espercieux. En la actualidad el busto se conserva en el ayuntamiento de Saint-Geniez-d'Olt.
En los dibujos y postales antiguos del puente de la Concordia de París, a parecen los doce hombres ilustres de Francia, tallados por encargo de Luis XVIII.

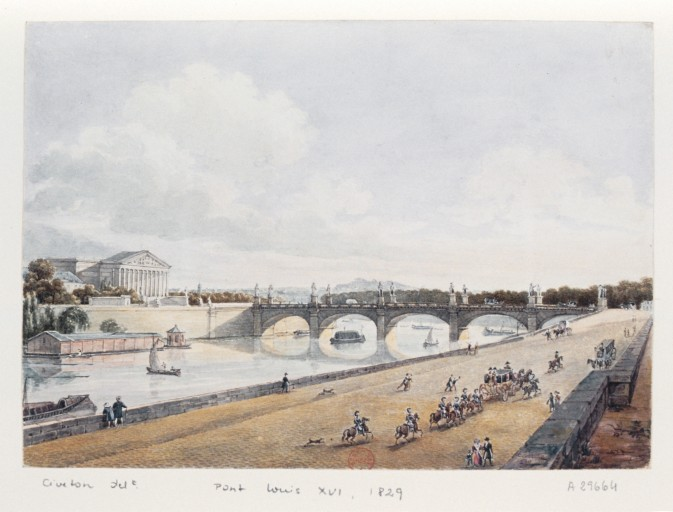
Dibujo del Puente de la Concordia en 1929, con las estatuas de los doce hombres ilustres de Francia, entre ellas la de Sully por Espercieux